# Herbert Rittberger
Herbert Rittberger (16 de mayo de 1949) es un piloto de motociclismo alemán, que participó en el Campeonato del Mundo de Motociclismo entre 1973 y 1977.

## Biografía
Después de su debut en el Gran Premio de Alemania de Motociclismo de 1971, su presencia fue constante en el Mundial desde 1973 hasta 1977. Si bien en 125cc, donde compitió en con Yamaha no logró ningún resultado sobresaliente, fue uno de los de los pilotos destacados en la categoría de 50cc durante varios años, obteniendo con Kreidler 4 victorias en Grandes Premios, 14 podios y alcanzando el segundo lugar en la clasificación tanto en 1974 detrás del holandés Henk van Kessel como en 1976 por detrás del español Ángel Nieto.
Después de retirarse de las competiciones, permaneció en el entorno de la motocicleta cuidando la preparación de las motos de carrera, en particular Zündapp.

## Resultados en el Campeonato del Mundo
Sistema de puntuación desde 1969 hasta 1987:
| Posición | 1.º | 2.º | 3.º | 4.º | 5.º | 6.º | 7.º | 8.º | 9.º | 10.º |
| Puntos   | 15  | 12  | 10  | 8   | 6   | 5   | 4   | 3   | 2   | 1    |

### Carreras por año
(Carreras en negrita indica pole position, carreras en cursiva indica vuelta rápida)
| Año  | Clase | Equipo   | 1     | 2       | 3       | 4       | 5     | 6       | 7       | 8     | 9       | 10      | 11    | 12    | 13 | Pts.    | Pos. |
| ---- | ----- | -------- | ----- | ------- | ------- | ------- | ----- | ------- | ------- | ----- | ------- | ------- | ----- | ----- | -- | ------- | ---- |
| 1973 | 50cc  | Kreidler |       |         | ALE 4   | NAC 8   |       | YUG 5   | NED 10  | BEL 7 |         | SUE 10  |       | ESP 7 |    | 22 (27) | 6.º  |
| 1973 | 125cc | Yamaha   | FRA - | AUT -   | GER 9   | NAT Ret | IOM - | YUG -   | NED -   | NED - | CZE -   | SWE -   | FIN - | ESP - |    | 2       | 37.º |
| 1974 | 50cc  | Kreidler | FRA 4 | GER DNS |         | NAC -   |       | NED 1   | BEL 8   | SUE 2 | SUE Ret | CHE 5   | YUG 2 | ESP 2 |    | 65 (68) | 2.º  |
| 1974 | 125cc | Yamaha   | FRA - | GER -   | AUT -   | NAT -   |       | NED Ret | BEL -   | SWE - |         | CZE Ret | YUG - | ESP - |    | 0       | -    |
| 1975 | 50cc  | Kreidler |       | ESP 6   |         | ALE 4   | NAC 5 |         | NED 2   | BEL - | SUE -   | FIN Ret |       | YUG - |    | 31      | 5.º  |
| 1975 | 125cc | Yamaha   | FRA - | ESP Ret | AUT -   | GER Ret | NAT - |         | NED -   | BEL - | SWE -   |         | CZE - | YUG - |    | 0       | -    |
| 1976 | 50cc  | Kreidler | FRA 1 |         | NAC Ret | YUG 2   |       | NED 3   | BEL 1   | SUE 4 | FIN 4   |         | ALE 2 | ESP 2 |    | 76 (92) | 2.º  |
| 1977 | 50cc  | Kreidler |       |         | ALE 1   | NAC 4   | ESP 4 |         | YUG Ret | NED 3 | BEL 2   | SUE Ret |       |       |    | 53      | 4.º  |